# Georges Miez
Georges Miez (Töss, 2 ottobre 1904 – Savosa, 17 aprile 1999) è stato un ginnasta svizzero.

## Palmarès

### Olimpiadi
- Oro a Amsterdam 1928 nel concorso individuale.
- Oro a Amsterdam 1928 nella sbarra.
- Oro a Amsterdam 1928 nel concorso a squadre.
- Oro a Berlino 1936 nel corpo libero.
- Argento a Amsterdam 1928 nel cavallo con maniglie.
- Argento a Los Angeles 1932 nel corpo libero.
- Argento a Berlino 1936 nel concorso a squadre.
- Bronzo a Parigi 1924 nel concorso a squadre.

### Mondiali
- Oro a Budapest 1934 nel corpo libero.
- Oro a Budapest 1934 nel concorso a squadre.
- Argento a Budapest 1934 nella sbarra.